# Маслин, Евгений Петрович
Евге́ний Петро́вич Ма́слин (20 мая 1937, село Новотомниково, Алгасовский район, Тамбовская область — 26 февраля 2022, Москва) — советский и российский военачальник, генерал-полковник (1992). Начальник 12-го Главного управления Министерства обороны Российской Федерации (1992–1997).

## Биография
Из семьи служащих (отец и мать — учителя средней школы). Русский. С 1938 года жил с семьёй в селе Алгасово того же района, с 1944 года — в Воронеже (отец был переведён туда заместителем начальника Воронежского суворовского военного училища). Окончил в Воронеже начальную четырёхклассную школу, школу-семилетку, среднюю школу в 1954 году.
В Советской армии с 1954 года. Окончил Военную академию связи имени С. М. Будённого (Ленинград) в 1959 году. С 1959 года проходил службу в частях 12-го Главного управления Министерства обороны СССР (отвечает за эксплуатацию, хранение, обслуживание, транспортировку и утилизацию ядерных боеприпасов): военный инженер, начальник группы, начальник отдела, с 1979 — главный инженер соединения (Вологодская область), с 1981 — командир соединения (Вологда). Окончил Военную академию Генерального штаба Вооружённых Сил Российской Федерации в 1993 году.
С апреля 1989 года — первый заместитель начальника 12-го Главного управления Министерства обороны СССР. С 16 июля 1992 года — начальник 12-го Главного управления Министерства обороны Российской Федерации. Период службы на этих руководящих должностях пришёлся на время распада СССР. Генерал Маслин обеспечивал вывоз ядерных боеприпасов и сверхсекретного оборудования в Россию сначала из стран Восточной Европы, а затем из бывших союзных республик СССР, ставших независимыми государствами. Активный участник переговоров с США по вопросам безопасности, сокращения вооружений и взаимного контроля за ядерным вооружением.
С 1997 года в запасе.
Продолжал активную деятельность, крупный эксперт в сфере безопасности ядерного оружия и в вопросах его безопасной утилизации. Автор большого количества публикаций по этим вопросам. Академик Российской академии естественных наук.
С 2001 года — генеральный директор промышленной группы «Арсенал». С 2003 года — директор филиала «Управление программами модернизации средств физической защиты» АНО «Аспект-конверсия» (разработка и монтаж систем физической защиты на военных и промышленных объектах с ядерной и радиационной безопасностью), затем был советником директора. Член редакционной коллегии журнала «Индекс безопасности». С 1999 года участвовал в деятельности Центра политических исследований (ПИР-Центр), был там старшим советником, членом Совета, консультантом.
Активно занимался и общественной деятельностью: член Правлений Клуба деловых людей, член Правления Вологодского землячества, президент Фонда «Родник» им. Х. С. Леденцова.
Женат, имел двоих детей.
Скончался 26 февраля 2022 года на 85-м году жизни. Похоронен на Федеральном военном мемориале «Пантеон защитников Отечества».

## Награды
- Орден Красной Звезды
- Ордена «За службу Родине в Вооружённых Силах СССР» 2-й и 3-й степеней
- Медали
- Премия Правительства Российской Федерации в области науки и техники